# Arlit
Arlit – miejscowość w północnym Nigrze, na Saharze, u zachodniego podnóża wyżyny Aïr. Według spisu ludności z 2012 roku miasto liczyło 78 651 mieszkańców, będąc szóstym miastem kraju pod względem populacji.
Arlit jest głównym ośrodkiem wydobycia rud uranu w regionie – kopalnie istnieje od 1971 roku. Ponadto w mieście produkuje się aluminium. W Arlit funkcjonuje także port lotniczy, oznaczony kodem literowym RLT. W pobliskim mieście Akokan znajduje się stadion Stade d’Arlit.